# Iproca ishigakiana
Iproca ishigakiana är en skalbaggsart som beskrevs av Stefan von Breuning och Nobuo Ohbayashi 1966. Iproca ishigakiana ingår i släktet Iproca och familjen långhorningar. Inga underarter finns listade i Catalogue of Life.